# Anacleto Oliveira
Pour les articles homonymes, voir Oliveira.
Anacleto Cordeiro Gonçalves de Oliveira, né le 17 juillet 1946 à Cortes et mort le 18 septembre 2020 à Almodôvar, est un théologien, traducteur et professeur d'histoire biblique portugais, évêque de Viana do Castelo de 2010 à sa mort. 

## Biographie
Né à Cortes, fils de Manuel Francisco de Oliveira et de Josefa Cordeiro Gonçalves, il est l'avant-dernier d'une fratrie de neuf enfants. Issu d'une famille aisée de propriétaires terriens affiliée à l'aristocratie locale, il quitte le domicile familial à onze ans pour suivre une formation ecclésiastique.
De 1957 à 1969, il fréquente le séminaire diocésain de Leiria. Ordonné prêtre le 15 août 1970, il part pour l'Italie, où il obtient une licence de théologie à l'Université pontificale grégorienne en 1971, puis une licence de sciences bibliques à l'Institut biblique de Rome en 1974. La même année, alors qu'éclate la révolution des Œillets, il revient au Portugal. Il devient professeur d'exégèse biblique à l'Institut supérieur des études théologiques de Coimbra (1974-1977) et passe, dans la foulée, sa licence d'histoire dans la faculté des lettres de l'université de Coimbra (1977). Il quitte alors le Portugal pour l'Allemagne, où il travaille un temps auprès d'ouvriers en usine. L'émigration portugaise est à son niveau le plus fort dans les pays de la CEE, et les communautés de travailleurs expatriés, nombreuses, se structurent autour de la religion. Anacleto Cordeiro devient alors chapelain des émigrés portugais dans le diocèse de Münster. Apprenant l'allemand sur le tas, il reprend ses études universitaires et obtient, en 1987, un doctorat d'exégèse biblique dans la faculté de théologie catholique de l'université de Münster. Dès lors, il est considéré comme l'un des grands spécialistes de l’œuvre et de la vie Saint-Paul, et comme une autorité dans le domaine de la traduction biblique.
De retour au Portugal, il redevient, dès 1988, professeur d'exégèse biblique à l'Institut supérieur d'études théologiques de Coimbra. Il dispense également son enseignement au séminaire diocésain de Leiria, à l'école de formation théologique de Leigos de Leiria et dans la faculté de théologie (Lisbonne) de l'université catholique portugaise. Membre du Conseil d'administration et de gestion et finances du sanctuaire de Fátima (Conselho de Administração e de Gestão e Finanças do Santuário de Fátima), il est aussi secrétaire de la Commission scientifique des congrès internationaux de Fátima de 1997 à 2001, puis en 2003, assistant diocésain du Mouvement d'éducateurs catholiques (Leiria), membre du Conseil presbytérien et membre du Collège de consultants du diocèse de Leiria-Fátima.
Célébrant souvent la messe au sanctuaire de Fátima, il devient une figure publique reconnue et appréciée pour la simplicité et la justesse de ses sermons, sa disponibilité et ses rapports humbles et cordiaux aux gens. Le 4 février 2005, il est nommé évêque titulaire d'Aquae Flaviae (de) (le nom antique de la ville de Chaves sous les Romains) et évêque auxiliaire du patriarche de Lisbonne. La cérémonie d'investiture a lieu le 24 avril. Il a alors 58 ans. Il fait partie des derniers évêques nommés par Jean-Paul II. Le 23 juin de la même année, il est élu membre (Vogal) de la Commission épiscopale d'éducation chrétienne et de la Commission épiscopale de liturgie. Parallèlement à ces activités, il maintient une activité pastorale intense et consacre une partie importante de son temps à la rédaction de catéchismes pour enfants, mettant à profit son expérience pédagogique passée, et donnant une attention tout particulière à la transmission de la foi aux plus jeunes. Le 11 juin 2010, après un peu plus de cinq années de travail comme évêque auxiliaire à Lisbonne, il est nommé évêque titulaire de Viana do Castelo, dans la région du Minho. De 2012 à 2020, il supervise une traduction de référence de la Bible pour le monde lusophone, promue par la Conférence épiscopale portugaise, pour laquelle il met au point une méthode de traduction critique novatrice, qu'il qualifie de « synodiale », et dont il présente un premier volume au public en mars 2019. Il décède le 18 septembre 2020 d'un accident de voiture à Almodôvar, dans l'Alentejo. À cette occasion de nombreux hommages lui sont rendus dans tout le pays ,, et deux cérémonies funéraires publiques sont organisées en son honneur dans les cathédrales de Viana do Castelo et de Leiria.
Il porte le prénom du fondateur en ligne directe de la branche de la famille Cordeiro dont il est issu : Anacleto Gonçalves, né à Cortes, en 1844.

## Publications
- (de) Thèse de doctorat "Die Diakonie der Gerechtigkeit und der Versöhnung in der Apologie des 2. Korintherbriefes. Analyse und Auslegung von 2. Kor 2,14-4,6; 5,11-6,10", 1990, Münster, Allemagne.
- (de) Plusieurs collaborations dans la revue “Theologische Revue”, de la faculté de théologie de l'université de Münster.
- (pt) Catéchismes nationaux (Portugal) (Catecismos Nacionais) – 3e et 4e années de catéchisme pour enfants.
- (pt) Traducteur de la Nova Biblia dos Capuchinhos (Nouvelle Bible des capucins), 1998.